# Euristhmus lepturus
Euristhmus lepturus es una especie de peces de la familia Plotosidae en el orden de los Siluriformes.

## Morfología
• Los machos pueden llegar alcanzar los 46 cm de longitud total.

## Depredadores
En Australia es depredado por  cormoranes de la
 familia Phalacrocoracidae .

## Hábitat
Es un pez demersal y de clima tropical.

## Distribución geográfica
Se encuentra en el Mar de Arafura, norte de Australia y Nueva Guinea.